# سانیارلی
سانیارلی نوعی پاستای نواری است که منشأ آن به منطقه آبروتزو در ایتالیا برمی‌گردد. این پاستا معمولاً به صورت نوارهای مستطیلی با لبه‌های چین‌دار است. سانیارلی معمولاً با سس خامه‌ای سرو می‌شود و بافت گاهی ناهموار آن به بهتر نگه‌داشتن سس‌های غلیظ کمک می‌کند.